# Ceyhun Gülselam
Ceyhun Gülselam (* 25. Dezember 1987 in München) ist ein deutschtürkischer Fußballspieler.

## Karriere

### Vereine
Gülselam begann siebenjährig beim SV Gartenstadt Trudering, einem Sportverein im Münchener Stadtbezirksteil des Stadtbezirks Trudering-Riem. 1995 wechselte er in die Jugendabteilung des FC Bayern München. Mit erlangtem Hauptschulabschluss schloss er anschließend eine Ausbildung zum Kaufmann für Bürokommunikation ab.
Von 2005 bis Dezember 2006 gehörte er der in der Bayernliga spielenden zweiten Mannschaft der SpVgg Unterhaching an. Zu Beginn der Rückrunde der Zweitliga-Saison 2006/07 rückte er in die Profimannschaft auf, für die er von Februar bis Mai 2007 neun Punktspiele bestritt. Sein Zweitligadebüt gab er am 25. Februar bei der 0:4-Niederlage im Auswärtsspiel gegen den 1. FC Kaiserslautern. Sein einziges Tor war der 2:1-Siegtreffer in der 87. Minute in der Heimspielbegnung am 13. Mai (33. Spieltag) mit der SpVgg Greuther Fürth. Abstiegsbedingt gehörte er der Mannschaft auch in der Saison 2007/08 in der Regionalliga Süd an, in der er 29 von 34 Punktspiele bestritt und fünf Tore erzielte.
Zur Saison 2008/09 wechselte er zum türkischen Erstligisten Trabzonspor, mit dem er im Jahr darauf den türkischen Pokal und den türkischen Supercup gewann. In drei Spielzeiten für die Mannschaft bestritt er 69 Punktspiele, in denen er sechs Tore erzielte.
Zur Saison 2011/12 wechselte er ablösefrei zu Galatasaray Istanbul. In seiner ersten Saison für die „Rot-Gelben“ absolvierte zwölf Ligaspiele, davonreine Begegnung über 90 Minuten. Nachdem sich seine Spieleinsätze in der Hinrunde der Spielzeit 2012/13 mit einer Liga- und zwei Pokalbegegnungen deutlich reduziert hatten, wurde er für den Rest der Saison an den zentralanatolischen Ligarivalen Kayserispor ausgeliehen. Bei diesem Verein avancierte er sofort zum Stammspieler und trug dazu bei, dass der Verein eine sehr gute Rückrunde spielte und mit dem fünften Tabellenplatz die beste Erstligaplatzierung der Vereinsgeschichte wiederholen konnte. Nach der erfolgreichen Rückrunde kehrte er zu Galatasaray zurück, wurde jedoch von Terim lediglich in einer Ligapartie eingesetzt. Die Situation änderte sich für ihn, als die Vereinsführung Terim durch den italienischen Trainer Roberto Mancini ersetzte. Mancini setzte Gülselam regelmäßig ein und äußerte gegenüber den türkischen Medien mehrmals sein Vertrauen zu Gülselam. Trotz seiner beständigsten Saison für Galatasaray kam es zum Saisonende zu keiner Vertragsverlängerung.
Zur Saison 2014/15 wechselte Gülselam ablösefrei zum Bundesligisten Hannover 96, bei dem er einen bis zum 30. Juni 2016 gültigen Vertrag erhielt. Sein Bundesligadebüt gab er am 23. August 2014 (1. Spieltag) beim 2:1-Sieg im Heimspiel gegen den FC Schalke 04; sein erstes Bundesligator erzielte er am 22. November 2014 (12. Spieltag) bei der 1:3-Niederlage im Heimspiel gegen Bayer 04 Leverkusen mit dem Treffer zum 1:2 in der 60. Minute.
Nachdem er mit Hannover 96 am Saisonende 2015/16 die Spielklasse nicht halten konnte, verließ er den Verein und wechselte mit Vertragsdauer bis zum 31. Mai 2019 zum türkischen Erstligaaufsteiger Kardemir Karabükspor.
Bereits in der Winterpause der Saison 2017/18 wechselte Gülselam erneut und schloss sich Ligakonkurrent Osmanlıspor FK an, für den er am 10. Februar 2018 (21. Spieltag) beim 3:3-Unentschieden im Auswärtsspiel gegen Aufsteiger Göztepe Izmir ein Halbzeit lang debütierte.
Nach einer halben Saison verließ Gülselam Osmanlıspor und wechselte zu Alanyaspor.

### Nationalmannschaft
Sein Debüt im Nationaltrikot gab er am 7. Februar 2007 für die türkische U-21-Nationalmannschaft, die in Tiflis mit 2:1 gegen die Auswahl Georgiens gewann. Sein erstes Länderspieltor erzielte er am 21. November 2007 in Manisa beim 3:0-Sieg gegen die Auswahl Schwedens mit dem Treffer zum 2:0 in der 34. Minute.
In der A-Nationalmannschaft debütierte er am 26. März 2008, die im Dinamo-Stadion in Minsk gegen die Auswahl von Belarus 2:2 unentschieden spielte.

## Erfolge
Trabzonspor
- Türkischer Vizemeister: 2011
- Türkischer Pokalsieger: 2010
- Türkischer Supercupsieger: 2010

Galatasaray Istanbul
- Türkischer Meister: 2012
- Türkischer Fußball-Supercup-Sieger: 2012, 2013
- Türkischer Fußballpokalsieger: 2014
- Emirates-Cup-Sieger: 2013